# RIM v.beta
RIM v.beta este un CD realizat de Bigwig Enterprises în 1998.

## Lista Pieselor
1. Every Day Life: "Time to Change"
2. Battered Fish: "Sometimes"
3. Fuzzy Matthews: "I'm Gone"
4. Farewell to Juliet: "Holiday on Ice"
5. Kevin Clay: "Coffee with Caffeine"
6. Adam: "Written on the Body"
7. Moby (performing as Voodoo Child): "Dog Heaven"
8. Evanescence: "Understanding"
9. The Huntingtons: "Dokken Roll"
10. Michael Knott: "Miss Understanding"
11. Jeff Elbel: "Miracle Rain"
12. Simple Mary's Diary: "Magnetic Baby"
13. Bon Voyage: "Be What I Need"
14. Britannika: "How We Shipwrecked Our Lives"
15. Sunny Day Roses: "You Know What to Do"
16. Vigilantes of Love: "Rising, Although Slow"